# Sétima Legião
 (décembre 2020).
Si vous disposez d'ouvrages ou d'articles de référence ou si vous connaissez des sites web de qualité traitant du thème abordé ici, merci de compléter l'article en donnant les références utiles à sa vérifiabilité et en les liant à la section « Notes et références ».
Sétima Legião était un groupe de rock portugais, formé en 1982 par Pedro Oliveira, Rodrigo Leão et Nuno Cruz et actif jusqu'en 2000. Ils ont nommé le groupe Sétima Legião d'après la septième légion romaine envoyée en Lusitanie au premier siècle de notre ère.
En 1994, ils partagent la scène avec le groupe britannique The Stranglers lors d'un concert à Coimbra (Portugal) enregistré en vidéo le 12 mai.

## Membres
- Pedro Oliveira (chant et guitare)
- Rodrigo Leão (basse et claviers)
- Nuno Cruz (batterie, percussions)
- Gabriel Gomes (accordéon)
- Paulo Tato Marinho (cornemuse, flûte)
- Ricardo Camacho (claviers)
- Paulo Abelho (percussions, samplers)
- Francisco Ribeiro de Menezes (lettres, chœurs)
- Miguel Teixeira (violon)

## Discographie

### Albums studio
- Un Um Deus Desconhecido (1984)
- Mar D'Outubro (1987)
- De Um Tempo Ausente (1989)
- O Fogo (1992)
- Sexto Sentido (1999)

### Albums en direct
- Auto de Fé (1994)

### Singles et promos
- Glória / Partida (1983)
- Sete Mares (1987)

### Compilations
- A História da Sétima Legião: Canções 1983-2000 (2000)
- A História da Sétima Legião II: Músicas 1983-2003 (2003)
- Sete Mares - Colecção Caravelas (2004)
- Grandes Êxitos (2006, 2008)
- Memória (2012)